# Pityohyphantes
Pityohyphantes es un género de arañas araneomorfas de la familia Linyphiidae. Se encuentra en la zona holártica. 

## Lista de especies
Según The World Spider Catalog 12.0:
- Pityohyphantes alticeps Chamberlin & Ivie, 1943
- Pityohyphantes brachygynus Chamberlin & Ivie, 1942
- Pityohyphantes costatus (Hentz, 1850)
- Pityohyphantes cristatus Chamberlin & Ivie, 1942
- Pityohyphantes hesperus (Chamberlin, 1920)
- Pityohyphantes kamela Chamberlin & Ivie, 1943
- Pityohyphantes limitaneus (Emerton, 1915)
- Pityohyphantes lomondensis Chamberlin & Ivie, 1941
- Pityohyphantes minidoka Chamberlin & Ivie, 1943
- Pityohyphantes navajo Chamberlin & Ivie, 1942
- Pityohyphantes palilis (L. Koch, 1870)
- Pityohyphantes pallidus Chamberlin & Ivie, 1942
- Pityohyphantes phrygianus (C. L. Koch, 1836)
- Pityohyphantes rubrofasciatus (Keyserling, 1886)
- Pityohyphantes subarcticus Chamberlin & Ivie, 1943
- Pityohyphantes tacoma Chamberlin & Ivie, 1942